# Princesse Zelda
Pour les articles homonymes, voir Zelda.
Ne doit pas être confondu avec Link (The Legend of Zelda).
 (juillet 2018).
- Si vous ne connaissez pas le sujet, laissez ce bandeau (vous pouvez alors contacter les auteurs).
- Si vous supprimez le contenu mis en cause (vous pouvez préalablement contacter les auteurs),

argumentez précisément cette suppression dans la page de discussion
(un manque de référence n'est pas un argument ; une recherche réelle de référence doit avoir été effectuée, être formellement documentée).
 (mars 2009).
Si vous disposez d'ouvrages ou d'articles de référence ou si vous connaissez des sites web de qualité traitant du thème abordé ici, merci de compléter l'article en donnant les références utiles à sa vérifiabilité et en les liant à la section « Notes et références ».
La Princesse Zelda (ゼルダ姫, Zeruda-hime) est un personnage de la série The Legend of Zelda créée par Shigeru Miyamoto. Elle apparaît le 21 février 1986 dès le premier jeu de la série. Son prénom a été choisi en référence à la romancière Zelda Fitzgerald par Miyamoto lui-même. 
Zelda fait partie de la famille royale d’Hyrule, étant la descendante légitime du roi en place (Daltus, Roham, Dartas, Daphnès…). En tant que Princesse, son prénom est toujours identique d'un jeu à l'autre. Cela est imposé depuis le début même de l'histoire et l'apparition de la première princesse dans le jeu The Legend of Zelda: Skyward Sword (chronologiquement le premier épisode). Une prophétie y précise la venue d'une princesse parmi la famille royale d'Hyrule coïncidant avec l'arrivée de forces démoniaques - ce qui signifierait que la présence même d'une princesse est rare dans l'arbre généalogique royal, dans ce cas très majoritairement masculin. 
Zelda est détentrice de puissants pouvoirs liées à deux éléments entremêlés en elle : la Lumière et le Temps. 
Elle peut décocher des Flèches de lumière avec un arc dédié qu'elle est la seule dans le jeu à pouvoir employer. Cette arc s'appelle «l'arc de lumière». Elle peut aussi créer une colonne lumineuse dorée intense et purificatrice. Via la prière, sa main droite peut aussi créer de la lumière. Les statues de la Déesse Hylia, son alter ego spirituelle antérieure, brillent également lorsqu'on y fait des prières ou que l'on s'en approche.
Zelda ressent souvent de nombreux flashs de précognition (via des rèves, des cauchemars, ou une lucidité aiguisée). Il lui est aussi arrivé de voyager dans le temps dans Skyward Sword et Tears of the Kingdom
Elle emploie volontiers la télépathie avec Link.
Elle peut utiliser, partager ou avoir en sa possession des instruments de musiques particuliers. Ces instruments sont magiques et sacrés. Une harpe-luth (possédée par la Déesse elle-même) et un ocarina (taillé dans un chronolithe qui lui permet de voyager dans le temps) sont en effet d'une grande importance dans plusieurs jeux de la licence.
Du fait du titre de la série, The Legend of Zelda, Zelda est parfois confondue avec Link, le héros incarné par le joueur. Or, Zelda est secondaire dans l'histoire  même si elle est le personnage féminin principal de la saga.

## Description
Tout au long de la série, le profil de la princesse Zelda semble être relativement stable : il s’agit de l'héritière du royaume d’Hyrule, descendante légitime d’une noble famille de suzerains qui cherche à tout prix à protéger les peuples pacifiques des menaces démoniaques, et notamment de celles de Ganondorf qui est l'ennemi principal de la série. Le seul secret plus ou moins flagrant qu'elle partage dans tous les The Legend of Zelda est celui d'un amour secret de Link .
Après la fragmentation de la Triforce lorsque Ganondorf tenta de s’en emparer dans Ocarina of Time, le fragment de la Sagesse se réfugia à l'intérieur de la Princesse et sera transmis alors à ses descendantes (de même que Link, ayant reçu le fragment du Courage, la confiera à ses successeurs. La question du fragment de Force ne se pose pas puisque le personnage de Ganondorf est le même du premier épisode au dernier).
Zelda est protégée par une garde du corps du nom d’Impa, qui apparaît sous plusieurs apparences au fur et à mesure de la saga : grand-mère débonnaire dans The Legend of Zelda et The Adventure of Link, elle est une fière guerrière Sheikah (et également Sage de l’Ombre) dans Ocarina of Time, une « maman poule » obèse dans la série des Oracle et enfin la chef centenaire du village Cocorico dans Breath of the Wild. Impa est une figure maternelle d'importance pour Zelda, veillant avec application et dévotion tant pour l'héritière du royaume que pour le royaume tout entier. Il est à noter que la Reine, mère de Zelda, n'est jamais apparue vivante dans aucun jeu. La Princesse est donc, toujours, orpheline de mère et ce dans tous les épisodes sans exception.
Néanmoins, il ne faudrait absolument pas cantonner Zelda au rôle de princesse précieuse qu’un rien effraie : les créateurs l’ont en effet dotée d’un caractère bien trempé et d’une grande habileté au combat, que ce soit à l’arc, à la magie ou à l’épée. Cela ne la rend pas passive lors des aventures, la différenciant d’une autre grande princesse de Nintendo, Peach (cette dernière a néanmoins quelques aptitudes au combat, mais elles sont bien moindres que celles de Zelda), à l'exception faite de Spirit Tracks où on lui découvre une phobie des souris, étant cependant dans ce jeu un personnage jouable.
Ganondorf, l'antagoniste principal, a une conscience avérée des puissants pouvoirs de la Princesse et de Link. Il s'emploie à régulièrement chercher comment leur nuire de manière ciblée :
La jeune femme est mise hors-course, par exemple, en étant statufiée dans le jeu Minish Cap. Elle devient fantôme dans Spirit Tracks. Son corps est transformé en tableau dans A Link Between World. Il est imposé à la Princesse de physiquement se cacher de Ganondorf dans Ocarina of Time pendant sept ans sous l'alias masculin de Sheik et dans The Wind Waker (elle n'en a cependant pas conscience) où elle est une cheffe pirate. Dans ces deux derniers opus, elle se fait emporter par Ganondorf dès qu'elle présente sa véritable apparence de Princesse, son fragment de la Sagesse se mettant à luire. Zelda est par ailleurs possédée par l'esprit démoniaque de Ganon dans Twilight Princess vers la fin du jeu : elle combattra Link avec ses pouvoirs de lumière (elle est alors présentée comme une marionnette de Ganon). La Princesse sera transportée dans le passé dans Tears of the Kingdom et y rencontrera ses ancêtres directs, eux-mêmes aux prises avec le Ganondorf de leur époque. Ce dernier assassinera la Reine, deviendra Démon, sera scellé durant des millénaires puis se transformera en un Dragon empoisonné que Link combattra dans les airs, aidé par Zelda devenue une Dragonne elle aussi. 
De fait, Zelda est particulièrement malmenée au fil des jeux, que ce soit spirituellement, physiquement ou avec les très nombreuses morts dans sa famille.

### Portrait physique général
Elle est jeune, de l'âge approximatif de Link, plutôt mince, élancée et discrète. Elle est très jolie. Sa peau est pâle et la Princesse est aussi dotée d'une longue chevelure (blonde dans la majorité des jeux, brune dans Twilight Princess et rousse dans The Legend of Zelda et les Oracles). La couleur de ses yeux varie également, par exemple bleue ou verte.
En tant que princesse héritière, elle porte une robe très décorée (parme, bleue, héliotrope ou rose/violette), avec les insignes royaux d’Hyrule, tels que la Triforce ou la paire d'ailes de Célestriers. En tant que prêtresse sacrée, elle porte une longue tunique blanche sous cette robe avec de longs bracelets d'or ouvragés aux poignets. Lorsqu'elle est la prodige d'Hylia, elle porte la traditionnelle tenue bleue à motifs blancs qui lui permet de connaître la résistance d'un ennemi. Elle est très souvent pourvue d'un diadème finement ciselé indiquant son rang. On peut également la voir avec des boucles d'oreilles en forme de Triforce (A Link to the Past).

### Portrait moral général
Zelda est une jeune fille attentive, gentille, douce et mystérieuse. Elle incarne le souci du bon gouvernement, la sagesse et la prudence ; la lucidité. Zelda reste un personnage important, souvent tourmentée, même enlevée quelquefois car détentrice de grands secrets et de grands pouvoirs ; mais toujours, un héros, Link, se dresse contre tous les obstacles pour la sauver et l’aider dans sa quête de pacification. Toutefois, son caractère est assez variant dans certains jeux.
Dans Twilight Princess elle est une jeune femme fortifiée, aguerrie et courageuse, mais déchue de son pouvoir. Vaillante et silencieuse, elle ne montre aucun signe de faiblesse ; elle paraît en effet presque sans émotions.
Dans The Wind Waker, Zelda est également une jeune fille au caractère indépendant, autoritaire et vigoureux. Mais elle ne ressemble pas aux Zelda conventionnelles, ayant de plus un physique athlétique et robuste malgré son jeune âge, peu compatible avec un rôle aristocratique classique.
Dans The Legend of Zelda la princesse est plutôt craintive, alors que dans A Link to the Past elle est plutôt sentimentale. Dans Ocarina of Time, c'est une jeune femme vertueuse très portée sur l'honneur et le courage. Dans Skyward Sword, elle est d'une humeur perpétuellement enjouée et joyeuse, quasiment euphorique.
Dans Breath of the Wild, la princesse Zelda y est un personnage très complexe. Elle est une jeune fille renfermée sur elle-même, mélancolique et surtout très affligée de ne pas pouvoir se servir de ses pouvoirs. Sa plus grande crainte est de décevoir son père le roi Rhoam. Celui-ci est ombrageux, taciturne et enfermé dans une forte colère envers sa fille puisqu'elle ne parvient pas à mettre son Don en éveil. Ils sont en conflit larvé l'un et l'autre, ne parvenant pas à se comprendre correctement. La mère de la Princesse est morte il y a longtemps et n'a pas eu l'occasion d'indiquer à sa fille comment son Don pouvait être enclenché. D'où la colère continuelle du Roi qui ne sait pas non plus comment le faire apparaître et qui s'échine à forcer sa fille à faire de la méditation pour parvenir à le faire sortir (or le Don n'apparaît que lorsqu'il s'agit d’offrir sa vie en protection pour quelqu'un d'autre). Heurtée par ces pensées dégradantes, la princesse est pourtant empreinte d'humanité, de gentillesse, de patience, d'attention et se montre extrêmement altruiste, mais son sentiment d'impuissance et de maladresse mine toujours tout ce qu'elle entreprend. À la suite du décès de la mère de Zelda, la prodige Urbosa, chef des Gerudos en cette époque et proche amie de la défunte reine, agit comme une mère de substitution pour la princesse.

### Capacités
Contrairement à ce qu’on pourrait croire, Zelda est loin d’être impuissante ; c'est en effet une redoutable guerrière dans plusieurs domaines. Par exemple, elle manie l’arc dans The Legend of Zelda: The Wind Waker, Spirit Tracks et Twilight Princess, et l’épée dans Twilight Princess également.
Elle utilise également une magie puissante et bénéfique basée sur les pouvoirs de la lumière. Ses compétences en magie sont remarquables, même si elles lui permettent rarement d’éviter la capture.
Elle a notamment montré des dons comme la télépathie (elle appelle Link à distance dans A Link to the Past et lors du réveil de ce chevalier lors de l’entame de Breath of the Wild), la prémonition (elle sent les catastrophes arriver comme l’arrivée de Ganon dans Ocarina of Time ou dans les oracles du temps et des saisons) ou le changement d’apparence et d’identité (elle se change en Sheik dans Ocarina of Time et revêt les traits de Tetra dans The Wind Waker/Phantom Hourglass). Elle a aussi déjà créé des barrières d’énergie, des sceaux sacrés ou même immobilisé Ganon. Elle semble posséder quelque chose comme une aura d’espoir : sa seule présence redonne de l’espoir aux gens. Dans Ocarina of Time, elle fut le septième Sage, permettant, à l’aide des six autres d’invoquer la Triforce.
Ses alter ego possèdent également leurs facultés propres.

### Alter ego
Dans certains épisodes de la saga (Ocarina of Time…), Zelda prend d’autres apparences et identités, afin le plus souvent de se cacher et d’échapper à ceux qui veulent l’enlever. Ces déguisements sont souvent conçus par magie.

#### Sheik
Dans The Legend of Zelda: Ocarina of Time, afin d'échapper à Ganondorf, elle se déguisera en jeune Sheikah prénommé Sheik.

#### Tetra
Tetra est la jeune capitaine des pirates dans The Legend of Zelda: The Wind Waker, où elle aide Link au début de sa quête. Sa mère est morte peu avant les évènements du jeu, lui laissant la direction des pirates. Contrairement à Zelda, Tetra possède une peau foncée, des cheveux en chignon et une tenue de pirate lui donnant dans l’ensemble (comme sa personnalité) une allure de garçon manqué. Elle a une attitude bourrue, fière et parfois dure, mais, dans le fond, elle est sensible et attentionnée (lorsqu’elle découvre que c’est par sa faute que la sœur de Link s’est fait enlever, elle s’en veut particulièrement).
Elle aide périodiquement Link durant sa quête, et il est révélé au Château d’Hyrule qu’elle est en fait la Princesse Zelda, dernière descendante de la famille royale d’Hyrule. Avant cela, elle ignorait elle-même qu’elle était Zelda, bien qu’elle ne sache l’existence de l’épée de Légende, de la Légende du Héros du Temps et d’Hyrule. Elle portait autour du cou une pièce de la Triforce de la Sagesse comme collier, héritage laissé par sa défunte mère. Lorsqu’elle est réunie avec son ancêtre, le roi d’Hyrule, les pièces de la Triforce s’unissent, entraînant la transformation physique de la capitaine des pirates en Princesse Zelda, avec une peau claire, les cheveux lâchés et une tenue plus similaires à celles des incarnations précédentes.
Tetra réapparait dans le jeu Tetra's Trackers et dans une partie de la version japonaise de Four Swords Adventure. Elle apparaît aussi dans Phantom Hourglass et est citée dans Spirit Tracks.

### Relations avec les autres personnages

#### La polémique sur la relation avec Link

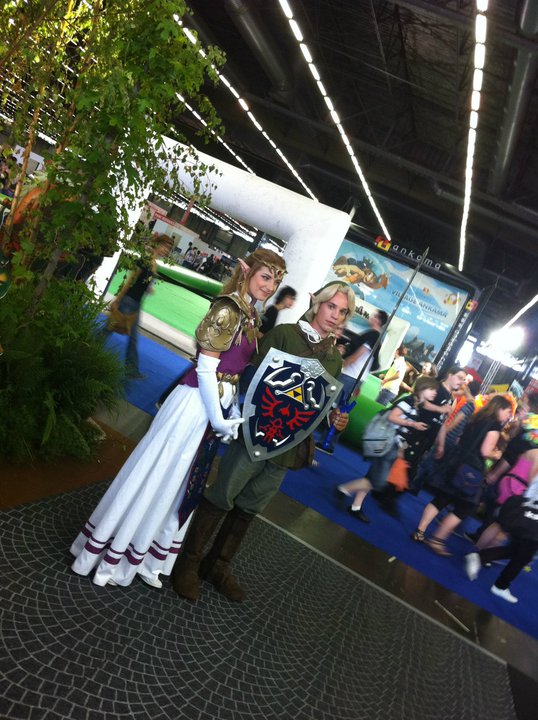
Cosplay de Link et la princesse Zelda à Japan Expo 2011.

La relation entre Link et Zelda a souvent été un sujet dans les médias et parmi les fans. Plusieurs mangas et comics, de même que le cartoon (non-paru en France), ont présenté une romance entre eux. Les jeux sont moins précis là-dessus, Link ne s’exprimant jamais vraiment, mais quelques indices prouvant ce lien ont pu être vus :
- Dans The Adventure of Link, Zelda, une fois réveillée, embrasse apparemment Link sous le rideau.
- Dans Ocarina of Time, dans la séquence vidéo avant le dernier boss, Link et Zelda se regardent longuement avec un regard évocateur de leurs sentiments l’un envers l’autre.
- La scène finale de la série Oracle montre Zelda embrassant Link sur la joue, faisant apparaître des cœurs au-dessus de la tête de ce dernier tandis qu’elle rougit et détourne le regard en cachant son visage.
- Dans Phantom Hourglass, Link montre à plusieurs reprises des signes d’une amitié très forte pour Tetra, y compris un effarement complet lorsqu’il la retrouve pétrifiée. Une fois qu’elle est ranimée par Siwan, Link et elle sont sur le point de se prendre la main, jusqu’à ce que Bellum l’enlève encore une fois.
- Dans Twilight Princess, juste avant le combat à cheval contre Ganon, Link et Zelda se tiennent par la main. Aussi, après que Ganon a été sorti du corps de Zelda, elle s’avance vers Link et ce dernier la regarde tendrement.
- Dans The Minish Cap, Zelda, au début du jeu, regarde Link lorsque celui-ci détourne le regard.
- Dans Spirit Tracks, Zelda rêve de se baigner dans le village de Papouisa avec Link. Ils se tiennent également la main à la fin du jeu, lors d’une vidéo. Elle lui pose la question : « Qu’est-ce que tu deviendras après que l’on aura tué le roi démon ? ». Les réponses possibles sont « Conducteur », « Guerrier », ou « Je l’ignore ». Elle trouve aussi que Link est un nom ravissant, lors d'une vidéo.
- Dans Breath of the Wild, les personnages du jeu font souvent des remarques sur la relation étroite qu'elle entretient avec Link. Il est répété mais sous-entendu qu'elle n'attend que lui, et qu'elle est débordante d'envie de reconstruire une nouvelle existence avec son chevalier. Sa relation avec le héros a beaucoup évolué, entre un froid glacial et une amitié profonde ; il est donc très possible qu'ils tombent amoureux l'un de l'autre, après tant d'attente et de temps passés ensemble. Par ailleurs, le piaf Asarim révèle dans un de ses poèmes que Zelda a un faible pour Link. Dans la suite directe, Tears of the Kingdom, Quand Zelda était dans l'Hyrule du passé, son ancêtre la Reine Sonia avait devinée qu'elle a des sentiments pour Link lors d'une conversation qu'elle a eu avec ses ancêtres.
- Dans Super Smash Bros. Brawl, dans L’Émissaire Subspatial, Link et Yoshi affrontent Mario et Pit dans un combat, car Link croit que Mario a attaqué Zelda. En réalité, c’est une fausse Zelda que Mario et Pit ont combattu. Si la situation inverse ce produit, Mario croira que c'est Link qui a attaqué Peach qui est aussi une fausse, une fois que Link et Yoshi battent Mario et Pit, le Roi Dadidou surgit avec le chariot de Wario remplit de trophées de personnage dont celui de Ness, Luigi et Zelda, Link remarqua le trophée de Zelda un bref instant.
- Dans Skyward Sword en revanche, leur relation est assez claire contrairement aux autres épisodes. L'accent sur la romance est ici indiqué dès les débuts de l'aventure. Par exemple, alors qu'elle et Link se baladaient à dos d'oiseaux, elle veut avouer à Link qu'elle l'aime et prononce les mots "Link… Je…" avant d'être interrompue par une tornade.
- Dans Hyrule Warriors, Cya la sorcière en charge de l'équilibre de la Triforce, est amoureuse de Link mais lorsqu'elle remarque que L’âme du héros est liée à celle de Zelda dans leurs différentes incarnations, Cya est devenue jalouse et triste laissant une opportunité à Ganondorf de la corrompre. cette liaison spirituelle entre les âmes de Link et Zelda peut être interprété comme un lien d'amour entre eux vu la réaction de Cya devant cette découverte.

#### Impa
Impa, lors de ses apparitions, est une femme toujours plus âgée que la Princesse. En fonction des histoires révélées dans les différents jeux, elle peut être une nourrice (en laquelle Zelda à une confiance absolue), une Sage, une érudit Sheikah chef d'un village (Ocarina Of Time au village Cocorico), où une mère poule obèse et sympathique.
Son aide est toujours la bienvenue pour Link, qui peut avoir confiance en elle.

#### Famille
Bien que des membres de la famille de Zelda soient évoqués, ils n’apparaissent que rarement. Il y a peu de descriptions sur leurs relations avec elle. Elle mentionne brièvement son père dans Ocarina of Time et sa mère dans The Wind Waker, mais ils ne sont pas présentés au joueur, à proprement parler.
On peut cependant voir le roi Hyrule intervenir en personne dans The Wind Waker sous la représentation du Lion Rouge.
Le jeu Ocarina of Time montre une courte scène où Zelda voit Ganondorf, richement paré, fait la révérence au roi dans la cour pavée du palais.
Dans The Minish Cap, il a été précisé qu’elle avait une relation proche avec son père Dartas, roi d’Hyrule, qui se montre désespéré lorsqu’elle est changée en pierre.
Dans Breath of the Wild, Zelda est la fille unique du roi Rhoam Bosphramus Hyrule et de feu la reine d'hyrule , elle est devenue orpheline de mère lors de ses six ans. Elle n'a gardé comme souvenirs épars de cette époque que la certitude que de la magie pouvait être créée et ressentie par sa mère et sa grand-mère maternelle.
Il s'agit pourtant d'une charge émotionnelle très forte pour elle. Elle est minée par le comportement dégradant de son père le Roi, toujours prompt à dénigrer le moindre de ses faits, quels qu'ils soient.
De guerre lasse, sous l’œil courroucé de son père qui ne parvient pourtant pas à l'en empêcher, elle tient en haute estime la technologie Sheikah, créée par un peuple ancien ayant laissé de nombreux vestiges, sur laquelle elle fonde beaucoup d’espoir pour protéger son Royaume, le temps venu. Elle grandit en partageant son temps entre ses intenses séances de méditation, ses recherches approfondies sur cette technologie et sa dévotion indéniablement présente.
Elle travaille vaillamment à ce qui lui semble juste, journées après journées jusqu'à tomber d'épuisement. Link, le jeune héros chevaleresque lui rappelle sans le vouloir qu'il est bien plus débrouillard qu'elle, puisque ce qui est "attendu" de lui a été réalisé : sortir l'épée de légende de son socle lui permet d'être à même de combattre Ganon.
Dans Tears of the Kingdom la suite directe de Breath of the Wild, Zelda rencontre ses ancêtres à la suite d'un voyage dans le temps. Ce sont les premiers souverains d'Hyrule. Rauru est un représentant de la race des Soneaus et Sonia une Hylienne. Ils ont fondés Hyrule peu après leur union. Zelda rencontra aussi Mineru la sœur de Rauru. Zelda devient proche de ses ancêtres surtout de Sonia mais un jour cette dernière fut tuée par Ganondorf sous les yeux d'une Zelda horrifiée par cet acte car Ganondorf vola la Pierre Occulte de Sonia afin de devenir le Roi Démon.

## Apparitions de la Princesse Zelda
Ses apparitions dans le jeu peuvent être nombreuses ou elle peut simplement être évoquée comme dans Link's Awakening.

### Zelda dansThe Legend of Zelda
Tout comme Link ce n’est pas toujours la même Zelda au fil des épisodes. C’est l’une de ses descendantes, bien que la véritable Zelda, à l’instar de Link, se réincarne apparemment dans celles-ci à chaque fois. On peut donc dire qu’il s’agit de la même "âme", mais dans une vie différente, et donc sans son ancienne mémoire.
- Dans The Legend of Zelda où elle représente l’objectif final de la quête : maintenue prisonnière dans le neuvième donjon par Ganon, elle apparaît comme une fille du même âge que Link aux cheveux bruns/roux et à la robe verte, blanche ou rouge (cette couleur est fonction de l'anneau que porte - ou ne porte pas -  Link). Elle tient un rôle primordial dans l’histoire, puisque c’est elle qui décida de rompre en huit fragments la Triforce de la Sagesse afin qu’elle ne puisse pas être volée par le Seigneur des Ténèbres.
- Dans The Adventure of Link sous l’emprise d’un maléfice lancé par un sorcier qui la plonge dans un profond sommeil. Le but est de la sauver du sortilège en combattant le-dit sorcier.
- Dans A Link to the Past qu’elle commence à prendre une certaine importance dans la progression de l’histoire. Au début de l’aventure, c’est elle qui prend contact avec Link par télépathie pendant qu’elle est retenue prisonnière dans les geôles de son propre château, dorénavant contrôlé par le sorcier Agahnim. Après l’avoir libérée, elle résidera au sanctuaire auprès d’un prêtre jusqu’à ce que Link retire l’épée Master Sword de son socle. Alors enlevée et projetée dans le monde des Ténèbres, elle sera maintenue prisonnière dans le septième palais de la seconde quête, le Rocher de la Tortue, gardée par Trinexx. Enfin, la destruction de Ganon lui permet de revenir triomphalement au château aux côtés de son père le roi.
- Totalement absente de Link's Awakening, bien que son nom soit prononcé au début de l’aventure par Link, qui confond Marine avec la princesse.
- Dans Ocarina of Time il ne s’agit pas de la même princesse précédemment rencontrée, mais son ancêtre, qui porte le même nom qu’elle (en effet, à la suite d'une histoire mystérieuse, toutes les princesses royales portent dorénavant le nom de Zelda). Link la rencontrera la première fois alors qu’elle n’a que dix ans dans la cour intérieure du palais, en train d’espionner un mystérieux Gerudo en armure noire qui n’est autre que Ganon (on remarquera qu’alors, la princesse est blonde). Après lui avoir confié une lettre permettant au héros de gravir le Chemin du Péril, Zelda est emportée loin du palais par Impa, sa nourrice, pour la protéger du noir conseiller Ganon. Sept ans plus tard, elle reviendra aider Link dans son périple sous l’apparence de Sheik, jeune homme mystérieux dissimulant son visage et se faisant passer pour un Sheikah, guerrier d’un peuple non moins mystérieux. Ce ne sera qu'un peu avant la fin du jeu qu’elle dévoilera son identité à Link, et ce faisant se fera enlever par Ganon. Après un long combat Link et Zelda parviendront à s’échapper du château avant d’être confrontés une dernière fois à Ganon, ayant pris l’apparence d’une gigantesque créature maléfique possédant deux épée. C’est elle qui immobilisera la bête suffisamment longtemps pour que Link lui assène le coup de grâce avant que les sept Sages l’enferment dans le Saint Royaume.
- Absente de Majora's Mask à l’exception d’un flash-back.
- Dans Oracle of Ages et Oracle of Seasons, uniquement avant la « vraie » fin de ces jeux (c’est-à-dire en les complétant tous deux), quelques secondes avant de se faire enlever par les sorcières Koume et Kotake, afin de la sacrifier dans le but de ressusciter Ganon.
- Dans The Wind Waker, son rôle sera à nouveau déterminant, puisqu’elle apparaîtra tout d’abord sous l’apparence de Tetra, la « cheftaine » des pirates et aidera Link à délivrer sa sœur enlevée par le roi cuirasse, avant de se révéler être la princesse (descendante des précédentes). Son habileté à l’arc sera déterminante lors du combat final. Audacieuse et forte, elle possède une grande importance aux yeux de Link, et bien qu'elle soit assez dure extérieurement, elle est très aimable et très douce après un peu d'observation, surtout avec le héros.
- Dans The Minish Cap, elle apparaît comme la meilleure amie de Link, mais sera finalement transformée en pierre par le sorcier Vaati, forçant Link à repartir à l’aventure pour la libérer.
- Dans Twilight Princess elle est la princesse d’Hyrule qui n’a eu d’autre choix que de se rendre à celui qui prétend être le roi du Crépuscule, Xanto, pour éviter la mort à de nombreux sujets de son royaume. Elle est dès lors tenue captive par Xanto, lequel étendra sa malédiction sur Hyrule, malédiction qui sera levée par Link. Elle permettra à Midona, une habitante du monde des ombres qui fait office de guide à Link, de survivre en lui transmettant sa force. Lors du combat final elle sera possédée par Ganon, le responsable des malheurs d’Hyrule car c’est lui qui avait donné tous ces pouvoirs à Xanto. Une fois libérée, elle aidera Link en combattant à ses côtés sur sa jument Epona. En paralysant Ganon grâce aux flèches de lumière, elle permet à Link de l’atteindre avec son épée, Excalibur. Cette Zelda est une combattante fière ne laissant que peu transparaître ses sentiments. Remarque : au début du jeu, Zelda porte une longue cape sombre avec, au niveau de la nuque, le symbole du peuple Sheikah. Elle portera ensuite une robe violette et blanche, des cheveux bruns et des bottes brunes.
- Dans Phantom Hourglass, la Princesse Zelda apparaît aussi sous les traits de Tetra, suite de The Wind Waker, où elle refuse catégoriquement qu’on l’appelle Zelda. Elle est ici enlevée par un mystérieux navire fantôme, à la poursuite duquel Link se lance.
- Dans Spirit Tracks, on voit la princesse sans son corps, accompagnant vraiment Link lui permettant de remonter en train dans les gares, ou plus simplement, prendre le contrôle d’un spectre de Phantom Hourglass, selon les différents types de spectres. Elle s’investit dans l’aventure, et ne fait pas que le second rôle. Dans ce jeu son caractère change et elle devient plutôt "jeune fille peureuse" à sauver bien qu'elle aide Link dans sa quête.
- La princesse Zelda est présente dans une trilogie sortie sur la console Philips CD-I. Ses trois jeux ne font pas partie intégrante de la série et n’ont pas été développés par Nintendo mais par Philips à qui Nintendo avait cédé un droit d’exploitation de la licence. Nintendo ne reconnait pas ces 3 jeux comme étant « officiels ».
- Dans Skyward Sword, Zelda est la fille du directeur de l'école de chevalerie de Célesbourg, amie d'enfance de Link. Ghirahim, le "Seigneur Démon", la poursuivra sans relâche car elle est en réalité la réincarnation de la déesse Hylia. Elle possède un caractère "fleur bleue" et romantique très prononcé, et elle n'hésite pas à avouer à Link ses sentiments pour lui… bien que cela échoue à chaque fois, un évènement empêchant tout le temps à la jeune fille de le dire pleinement.
- Dans Breath of the Wild, elle est toujours la fille du roi, Rhoam Bosphoramus Hyrule. Mais elle est une personne très fragile, et ne réussit pas dans un premier temps à garder son royaume intact. Lorsque Ganon reprend vie le jour même des dix-sept ans de la Princesse, la destruction s'abat sur le Royaume[7]. La Princesse est totalement désemparée face à cette situation où rien ne va plus. Avec vaillance, Link, pourtant à l'article de la mort, protège sans relâche la Princesse. Alors qu'ils s'apprêtent à être vaincu par un Gardien, c'est en voulant sauver Link que ses pouvoirs vont s'éveiller neutralisant les Gardiens aux alentours. Elle va alors faire emmener Link au Sanctuaire de la Renaissance, permettant de soigner une personne mourante. Elle fait alors sceller en son socle au pied de l'arbre Mojo la Master Sword. La Princesse termine son périple en se rendant au Château, très fortement endommagé par Ganon. Son don lui permet de l'y enfermer par magie, en bloquant sa progression à la seule muraille du château. Puisqu'elle est apte à voir à travers les yeux de Link, elle est capable de lui parler par télépathie, dès son réveil un siècle plus tard, et le guide pour qu'il aille abattre Ganon. À la fin du jeu, une fois ce dernier scellé avec l'aide de Link, elle constate avec surprise la perte de ses pouvoirs magiques, ce qui la soulage grandement puisqu'elle va enfin pouvoir avoir une vie… normale.

- Dans Tears of the Kingdom, Zelda part à l'exploration des souterrains du château avec Link où ils y font la rencontre d'une créature squelettique. À la suite de cette rencontre, Zelda se retrouve transporté dans le passé, à l'époque des premiers souverains d'Hyrule. Cherchant un moyen de rejoindre son présent, elle aide également ses ancêtres à sceller Ganondorf. Pendant une discussion avec Mineru, la Sage Soneau de l'Esprit, elle apprend qu'en ingérant une pierre occulte elle a la possibilité de devenir un dragon immortel, perdant, en contrepartie, tout ce qui la caractérise. Afin d'aider Link a recouvré l'Épée de Légende, elle renonce finalement à son humanité, avalant sa pierre occulte. Plusieurs millénaires après sa transformation, à l'époque de Link, elle lui vient en aide en tant que Dragon Blanc afin de battre Ganondorf qui s'est également changé en dragon. À la suite de leur victoire, Sonia et Rauru, les premiers souverains d'Hyrule réunissent leurs pouvoirs en passant par Link afin de rendre à Zelda son apparence humaine.
- Dans Echoes of Wisdom, Zelda est la princesse du Royaume une nouvelle fois, mais endosse le rôle d'héroïne en partant à la recherche de Link, porté disparu après avoir été emporté par une mystérieuse faille, dont l'origine en a engendré plusieurs autres à travers Hyrule.

### Zelda dansPrincesse Zelda
Dans le dessin animé Princesse Zelda, en plus de régner sur Hyrule, Zelda accompagne Link dans plusieurs de ses aventures. Zelda n’est plus la pauvre princesse à sauver, mais une femme courageuse prête à se battre quand il le faut avec son arbalète ou son arc à flèches magiques. La robe a ainsi disparu, laissant place à une tenue plus confortable et plus pratique. Quant à Link, hormis la tâche de sauver Hyrule qui lui est confiée, il ne cessera de chercher à conquérir le cœur de Zelda en espérant d’elle un bisou. Quand il n’essuie pas un refus, un évènement impromptu surgira toujours empêchant le pauvre Link d’avoir son baiser. Dans la série, Zelda porte un chandail violet, une veste bleu pâle, un pantalon rose et des cuissardes brunes.

### Zelda dansSuper Smash Bros.
Contrairement à Link qui fera quelques caméos dans d’autres jeux (Tetris, Super Mario RPG, Donkey Kong Country 2…), il faudra attendre Super Smash Bros. Melee pour apercevoir Zelda/Sheik hors de la saga, et en tant que personnage jouable. Le joueur peut d’ailleurs alterner entre le personnage de Zelda, plutôt défensive et utilisant les attaques magiques, et celui de Sheik, plus rapide et offensif en plein combat pour varier sa stratégie d’approche.
La princesse Zelda est également présente dans Super Smash Bros. Brawl, avec son apparence de The Legend of Zelda: Twilight Princess. Ses caractéristiques n’ont pas évolué dans Super Smash Bros. Melee, et elle peut toujours faire appel à son alter-ego Sheik, pourtant absente de Twilight Princess. De plus, dans Super Smash Bros. Brawl, l’attaque ultime de la Princesse Zelda n’est autre que le tir de flèches de lumière. Les flèches de lumière apparaissent dans Ocarina of Time et The Wind Waker, et ce, en tant qu’objet destiné à Link. Dans Twilight Princess, pendant le combat de fin, Zelda tire des flèches de lumière à cheval, derrière Link.
Dans L’Émissaire Subspatial, elle apparait dès le premier chapitre. Elle assiste à un combat entre Mario et Kirby en compagnie de Peach. Elles rejoignent ensuite les deux héros pour combattre l’armée subspatiale, puis se font capturer par Flora Piranha. En fonction de la princesse sauvée de la plante par Kirby, deux scénarios sont possibles pour Zelda :
Si Zelda est sauvée
Elle parvient à s’échapper avec Kirby sur une Étoile Warp. Ils atterrissent ensuite sur l’Halberd, avant de se faire percuter par un Arwing qui les fera tomber au sol. Plus tard, Kirby semble avoir aperçu quelque chose et court après elle, laissant Zelda sans défense. C’est à ce moment que Bowser, profitant de cette vulnérabilité, la statufie. Aussitôt, il utilise la matière d’ombre qu’il avait utilisé pour se cloner pour créer un double maléfique de Zelda. Celle-ci, armée d’un canon obscur, se poste en haut d’un rocher pour tendre un piège aux gentils. Les premiers à passer son Link et Yoshi. Alors qu’elle allait leur tirer dessus, Pit intervient et tranche son arme, rejoint ensuite par Mario qui l’aida à la combattre. Une fois défaite, la fausse Zelda se transforme en trophée, puis disparait en matière obscure. Mais Link, apercevant la scène de loin, ignore que ce n’était pas la vraie princesse, et vient combattre Mario et Pit pour venger Zelda, pensant qu’ils font partie de l’armée subspatiale. Mais ils le défont ainsi que Yoshi, eux-mêmes ignorant le camp des deux héros verts. Dadidou, qui avait volé le char de Wario, s’empare des trophées de Yoshi et Link, et Mario remarque subitement qu’il y a le trophée de Peach à l’intérieur. Kirby intervient, libère les deux verts, et Link détériore le char d’une flèche bien placée. Elle sera finalement captive dans le Halberd et son double ainsi que celui de Peach affronteront Lucario, Meta Knight et Solid Snake. Ce dernier les libèrera de leur cage et elle se transformera en Sheik, son alter-ego pour arpenter le vaisseau. Puis elle fera face à Fox, qui le prend pour un ennemi alors qu’il essaie d’abattre le vaisseau, et enfin à Duon, avec Peach, Fox, Lucario, Solid Snake et Falco avant d’arriver dans l’univers Subspatial.
Si Peach est sauvée
Elle sera transformée en trophée et enlevée par Wario. On ne la reverra plus jusqu’à ce que Dadidou arrive et attrape les trophées de Mario et Pit, dans la situation inverse à celle citée plus haut. Kirby intervient, libère les deux personnages, et Pit détériore le char d’une flèche bien placée. Mais le roi laisse le char et emporte le trophées de Ness, Luigi et Zelda jusqu’à son château. Tout fier de son exploit, il colle sur chaque trophée un étrange badge. Mais Bowser apparait, assommant Dadidou, et emportant avec lui le trophée de Zelda. La fine équipe composée de Mario, Link, Kirby, Yoshi et Pit a juste le temps de voir Bowser s’enfuir. Mario veut l’intercepter, mais le lâche dragon utilise la princesse comme bouclier, ce qui oblige le plombier à stopper net son coup. Pit ne se laisse pas démonter, et tire une flèche que Bowser évite tous juste, tombant du haut de la falaise ; mais son Koopa-Coptère l’attendant et il pût s’échapper sans mal. La flèche décrocha tout de même le pin’s de Zelda, qui tomba au pied de Kirby très intrigué, qui pour s’ôter tout doute, le mangea.
Zelda est également présente dans Super Smash Bros. for Nintendo 3DS / for Wii U et en Super Smash Bros. Ultimate en tant que personnage jouable. Dans Super Smash Bros. for Nintendo 3DS / for Wii U, Zelda n'est pas transformée en Sheik, qui est un personnage distincte, et son attaque spécial bas est l'Armure fantôme de Spirit Tracks.

### Zelda dansHyrule Warriors
Hyrule Warriors est un spin off de la série, qui reprend le système de combat des jeux Dynasty Warriors. De nombreux personnages de l'Univers Zelda apparaissent en tant que combattant jouable, il est donc tout naturel que Zelda en fasse partie. Dans ce jeu, elle à une apparence à mi chemin entre son design de Skyward Sword et Twilight Princess. Zelda peut se battre avec trois armes différentes : la Rapière, qui permet de donner des petits coups rapides ; la Baguette du Vent, qui lui permet de créer des rafales de vent, ainsi que de petites boules d'électricité ; et le Baton Anima, qui lui permet d'invoquer des statues et de les contrôler. 

Zelda apparaît aussi avec son apparence de The Wind Waker et Spirit Tracks sous le nom de Zelda Cartoon, qui est un personnage à part entière, avec son propre moveset. Elle se bat en contrôlant un Spectre, qui peut donner des coups d'épée et créer des ondes de choc.
Zelda apparaît également dans la suite, Hyrule Warriors : L'Ère du Fléau, avec cette fois-ci, son apparence de Breath of the Wild.

## Doublage
- Naomi Fujisawa : BS Zelda no Densetsu
- Mariko Kōda : BS Zelda no Densetsu Kodai no Sekiban
- Jun Mizusawa : Ocarina of Time, Super Smash Bros. Melee, Twilight Princess, Super Smash Bros. Brawl, Super Smash Bros. for Nintendo 3DS / for Wii U
- Hikari Tachibana : The Wind Waker,  Phantom Hourglass
- Akane Ōmae : Spirit Tracks
- Yuu Shimamura : Skyward Sword
- Adeline Chetail : Breath of the Wild, Hyrule Warriors : L'Ère du Fléau, Tears of the Kingdom (Français)